# Helvella philonotis
Helvella philonotis är en svampart som tillhör divisionen sporsäcksvampar, och som beskrevs av Henry Dissing. Helvella philonotis ingår i släktet hattmurklor (Helvella), och familjen Helvellaceae. Arten är reproducerande i Sverige.